# Georg Friedrich Meier (Sprachwissenschaftler)
Georg Friedrich Meier (* 20. November 1919 in Nürnberg; † 20. November 1992 in Olching) war ein deutscher Sprach-, Kommunikationswissenschaftler und Wissenschaftsorganisator. Er lehrte an der Martin-Luther-Universität Halle-Wittenberg, der Humboldt-Universität zu Berlin, an der Universität Leipzig und an der Ludwig-Maximilians-Universität München. Meier gab 1961–1983 die Zeitschrift für Phonetik, Sprachwissenschaft und Kommunikationsforschung (ZPSK, seit 1993 Sprachtypologie und Universalienforschung) heraus und war gleichzeitig ihr Chefredakteur.

## Biografie

### Jugend, Krieg und erste Tätigkeiten
Georg Friedrich Meier entstammt einer angesehenen Kaufmannsfamilie und wuchs in Bayern auf. Er besuchte von 1925 bis 1929 in Nürnberg die Volksschule, danach 1929–1939 das Realgymnasium in Schondorf am Ammersee, wo er 1937 das Abitur ablegte. Er wurde im Zweiten Weltkrieg zur Gebirgsartillerie eingezogen. Gegen Ende des Krieges lief er in Italien zu Partisanen über und gelangte später in amerikanische Gefangenschaft. Er sprach schon damals Italienisch, Englisch, Französisch, Spanisch sowie Russisch und arbeitete als Dolmetscher für Englisch, Französisch und Italienisch im Polizeipräsidium München, danach 1946/1947 als Pressereferent im Bayerischen Landesjugendausschuss. Außerdem übersetzte er für bayrische Zeitungen.

### Studium und Habilitation
1946 begann Meier in München ein Medizinstudium, wechselte aber im selben Jahr zur allgemeinen und vergleichenden Sprachwissenschaft, Slawistik, Orientalistik und Sprachpsychologie an der Ludwig-Maximilians-Universität (LMU). Infolge der Währungsunion 1948 arbeitete der Werkstudent als Holzarbeiter, Transportarbeiter und Betonmischer.
Meier übersiedelte 1949 in die DDR, studierte bis 1950 an der Universität Halle-Wittenberg Sprachwissenschaft (u. a. bei Brockelmann) mit dem Abschluss Diplom-Philologe.
1950–1951 war er Wissenschaftlicher Assistent an der Philosophischen Fakultät der Universität Halle und 1951–1953 plm. Aspirant für allgemeine und vergleichende Sprachwissenschaft an derselben Fakultät.
1953–1958 hatte er eine Habilaspirantur und war Lehrbeauftragter am Slawischen Institut und am Ausländerinstitut der Arbeiter- und Bauern-Fakultät (ABF).
Seit 1953 betrieb er medizinische Forschungen zu sprach- und denkpathologischen Problemen in der Klinik für Neurologie und Psychiatrie sowie im Gehirnforschungsinstitut des Universitätsklinikums in Leipzig.
Er promovierte 1953 an der Philosophischen Fakultät der Universität Leipzig zum Thema Ein Beitrag zur Erforschung der Zusammenhänge von Sprache und Denken und der Entwicklungsgesetzmäßigkeiten der Sprache als Dr. phil. Gutachter waren Hans Jensen (Uni Rostock) und Robert Schulz (Uni Leipzig). 1958 habilitierte er sich zum Thema Das Zéro-Problem in der Linguistik: Kritische Untersuchung zur strukturalistischen Analyse der funktionellen Relevanz sprachlicher Form an der Philosophischen Fakultät der KMU (Karl-Marx-Universität Leipzig) als Dr. phil. habil. Gutachter waren Fritz Hintze (HUB), Eugen Seidel (HUB) und Karl Ammer (KMU).

### Wissenschaftliche Karriere
Am 1. Juni 1958 wurde Meier zum Hochschuldozenten für Allgemeine Sprachwissenschaft und Direktor des Indogermanischen Instituts an der Philosophischen Fakultät der KMU berufen, das 1959 in Institut für Sprachwissenschaft umbenannt wurde. Er leitete es bis 1962.
1959 erfolgte seine Berufung als Professor mit Lehrauftrag für allgemeine und angewandte Linguistik und Kommunikationslehre und Direktor des Instituts für Sprachpsychologie und Kommunikationsforschung an der HU. Zugleich war er 1959–1961 Gastprofessor mit Lehrauftrag für Linguistik und Kommunikationslehre an der Leipziger Universität.
Ab 1960 leitete er für die Deutsche Akademie der Wissenschaften (ab 1972 Akademie der Wissenschaften der DDR - AdW) zu Berlin die linguistischen Arbeiten der Arbeitsstelle für Mathematische Linguistik und Automatische Übersetzung. Er gründete das Forschungszentrum für Automatische Übersetzung der AdW. 1960–1962 war er Sekretär der Kommission für Mathematische und Angewandte Linguistik und Automatische Übersetzung der Deutschen Akademie der Wissenschaften zu Berlin (AdW)
1961–1969 war er als Professor mit vollem Lehrauftrag für Allgemeine und angewandte Linguistik und Kommunikationswissenschaft an der Philosophischen Fakultät der HU tätig, ab September 1969 als ordentlicher Professor für Kommunikationswissenschaft.
1970–1975 war er ordentlicher Professor für Kommunikationswissenschaft an der Sektion Rehabilitationspädagogik und Kommunikationswissenschaft der HU und 1976–1984 ordentlicher Professor für Kommunikationsforschung an der Sektion Germanistik.
Meier gründete und leitete bis 1971 das Institut für Phonetik und Kommunikationswissenschaft, das nach der zweiten Hochschulreform mit dem Institut für Rehabilitationspädagogik zur Sektion Rehabilitationswissenschaft und Kommunikationsforschung zusammengeschlossen wurde.
1984 beschrieb Meier rückblickend die Phasen seiner wissenschaftlichen Arbeit:
„Mein erstes Hauptinteressengebiet war – nachdem ich Linguistik anstelle anderer vorheriger naturwissenschaftlich-medizinischer Ziele zum Gegenstand meiner wissenschaftlichen Studien gewählt hatte – der Vergleich verschiedenster Sprachen und die Ableitung allgemeingültiger Gesetzmäßigkeiten, z. B. der sprachlichen Entwicklung. Zugleich setzte ich meine neurophysiologischen und psychologischen Studien fort. Insbesondere interessierte mich die Aphasieforschung.“
„Als Mitte der 50er Jahre … habe ich viele Nachwuchskräfte dafür gewinnen können, das schwierige Problem der Semantik, d. h. der Bedeutungsseite der Sprache, anhand des Materials verschiedener Sprachen in Angriff zu nehmen...
In dieser Periode sah ich als Hauptaufgabe der Sprachwissenschaft an, eine allseitige Sprachtheorie zu entwickeln, die sowohl die psychischen und sozialen Faktoren, wie die exakte Beschreibung und geschichtliche Erforschung und ebenso die praktischen Anwendungsbereiche integriert. Zugleich entwickelte ich in den 60-er Jahren die noematische Methode, … Damit sollte einesteils die Bedeutungslehre auf eine exakte Basis gebracht werden und andererseits die Krise in der automatischen Sprachdatenverarbeitung überwunden werden.“
Meier, der oft interdisziplinär arbeitete, war in vielen Bereichen tätig. Kürschners Linguisten-Handbuch listet sie auf: Sprachphilosophie, Semiotik, Kommunikationstheorie, Sprachtypologie,Linguistiktheorie, Grammatiktheorie, Areallinguistik, Dialektologie, historische Linguistik, Pragmalinguistik, Psycholinguistik, Ethnolinguistik, Soziolinguistik, kontrastive Linguistik, Phonetik, Phonologie, Syntax, Semantik, Textlinguistik, Stilistik, Grammatik, Lexik, Lexikologie, Lexikographie, Orthographie, Namensforschung, linguistische Datenverarbeitung, Sprachlehrforschung, Interferenzlinguistik, Geschichte der Sprachwissenschaft, Hirnforschung und Übersetzungswissenschaft.
Da die Humboldt-Universität den 65. Geburtstag Meiers weder durch ein Kolloquium noch durch eine Feier würdigte, „organisierte die Fachgruppe Interlinguistik/Esperantologie“ (siehe Abschnitt: Interlinguistik/Esperantologie), so berichtet der Sprachwissenschaftler Detlev Blanke (1941–2016), „diese in eigener Verantwortung, ohne jemanden um Genehmigung zu fragen. Viele Schüler und Kollegen des Jubilars nutzten die Gelegenheit für Gratulation und Dank.“
Blanke hält auch fest, dass Meiers gemeinsam mit seiner Frau Barbara Meier verfasstes 6-bändiges Handbuch der Linguistik und Kommunikationswissenschaft sein „Hauptwerk“ geworden wäre, wenn der Akademie-Verlag auf Intervention der Abteilung Wissenschaft des ZK der SED die Veröffentlichung nicht gestoppt hätte.
Laut Blanke enthält Band 1 Übersichten zum Phänomen Sprache allgemein, behandelt die Sprachentstehung und bietet in einer Klassifikation Informationen über 4500 Sprachen. Die weiteren Bände sollten enthalten: Band 2: Transkription – Transliteration, Schrift – Schriften – Graphematik, Phonetik – Phonemik, Prosodik – Prosodemik – Syllabemik, Band 3: Sprache und Erkenntnisprozess, Psycholinguistik, Zentrale Sprachstörungen, Ontogenese der Sprache, Semiotik und Zeichentheorie, Semantik – Bedeutung – Funktion, Semantische Analyse – Monosemie – Noematik, Lexikologie, Lexikographie, Stilistik, Band 4: Grammatiktheorie, Einheiten und Ebenen der Grammatik, Grammatische Kategorien, Grammatische Analyse und Synthese, Wortbildungslehre, Texttheorie, Entwicklungsgesetzmäßigkeiten der Sprache, Band 5:Soziolinguistik, Interferenzlinguistik, Kommunikationsprozess, Übersetzungstheorie, Komparativistik, Konfrontationslinguistik, Fachsprachen, Sprachdatenverarbeitung (Computerlinguistik), Sprachstatistik, Interlinguistik, Band 6: Gesamtbibliographie.
Band 2 gab es als Druckfahne, die Bände 3–5 teilweise als maschinenschriftliche, teilweise handschriftliche Manuskripte. Band 6 blieb unvollendet. Das Material ist Teil des Nachlasses von Meier im Archiv der Humboldt-Universität zu Berlin.
Nach der Emeritierung 1985 kehrte Meier 1986 nach Bayern zurück und übernahm seit 1987 Lehrstuhlvertretungen an der LMU München.

## Wissenschaftsorganisatorisches Engagement
1959 organisierte Meier als Sekretär das I. Internationale Symposium „Zeichen und System der Sprache“ in Erfurt, 1964 das II. in Magdeburg. Die Akten wurden veröffentlicht. An beiden Symposien nahmen renommierte Wissenschaftler aus zahlreichen Staaten teil. Es wurde eine beachtliche internationale Ausstrahlung erreicht. 1970–1985 leitete er den Arbeitskreis für Sprachwissenschaft an der HU.

## Interlinguistik/Esperantologie
Für Meier verbanden sich Hobby und wissenschaftliches Interesse, als er etwa 40 Sprachen lernte, und sich darüber hinaus mit etwa 20 Sprachen so beschäftigte, dass er sie passiv in Wort und Schrift beherrschte. Anfangs lernte er die „Schulsprachen wie Latein, Griechisch, Englisch Französisch. Spanisch … unter dem Einfluss des Lehrers Russisch..., aus Familientradition die deutsche und italienische Sprache, später auch die baskische… aus touristischen Anlässen - Schwedisch, Holländisch, Bulgarisch, Ladinisch (in den Dolomiten).“ „Durch Bekannte“ kam er „zum Arabischen und Albanischen; aus Neugierde zum Türkischen und Georgischen“. „… beim linguistischen Studium folgten die „südslawischen Sprachen, Ukrainisch, Slowakisch, die altindische Sanskritsprache und andere indische und iranische Sprachen, Burmesisch, Chinesisch, Mongolisch, Japanisch, Tibetisch, mehrere Turksprachen.“ „Nach dem Studium“ lernte er „auch kaukasische, austronesische und austroasiatische Sprachen“ kennen. Einige afrikanische und amerikanische (Indianer-)Sprachen, südostasiatische und himalayische, auch nordsibirische, finnougrische Sprachen studierte ich, ohne sie vollständig zu erlernen.“
Schon 1946 empfahl er, die Sprachen der Großmächte zu lernen, meinte aber auch: „Wer aber sein Geld und seine Zeit dafür übrig hat – warum sollte der nicht Esperanto lernen!“
Er selbst lernte später auch Esperanto.
Ende der 1970er Jahre befasste sich Meier intensiver mit Interlinguistik und Esperantologie und trug zu ihrer Profilierung bei.
Er sorgte ab 1977 für Veröffentlichungen zu interlinguistischen Themen in der ZSPK (Aufsätze, Rezensionen, Konferenzberichte), Autoren: Georg Friedrich Meier, Detlev Blanke, Joachim Dietze, Helmar G. Frank, Frank Häusler, Stephan Ploog, Ute Richter, Hartmut Sörgel und Erich Spitz.
Er hielt bei Esperanto-Tagungen und -Seminaren Vorträge zu sprachpolitischen Problemen und zur Welthilfssprache. Zum Teil referierte und veröffentlichte er in Esperanto (z.B: Internationales Jugendseminar in Rathenow 1980).
1979 bis 1985 nahm er an den Jahrestagungen der Fachgruppe Interlinguistik/Esperantologie im Kulturbund der DDR in Ahrenshoop (Mecklenburg-Vorpommern) teil und hielt Vorträge (1979 Interlinguistische Probleme der Polysemie in der Computerlinguistik,1980 Die internationale Sprachensituation im Lichte der Plansprachenfrage, 1981 Linguistische Aspekte der wissenschaftlich-technischen Informationsverarbeitung, 1982 Wortschatzprobleme unter interlinguistischem Aspekt, 1983 Grammatische Kategorien kontrastiv: Esperanto und ethnische Sprachen, 1984 Situation und Prognose der Sprachen der Welt / Semantische Analysen unter interlinguistischem Aspekt, 1985 Aspekte der Sprachpolitik).
1981–1986 war Meier Vorsitzender dieser Fachgruppe nach Viktor Falkenhahn (1970–1981). Ihm folgte Ronald Lötzsch (1987–1990).
Meier sah den Gegenstand der Interlinguistik nicht auf die Plansprachenproblematik beschränkt. Er war der Ansicht, dass die Interlinguistik das ganze Gebiet der transnationalen und internationalen Kommunikation behandeln sollte, d. h. also auch die Rolle von Weltverkehrssprachen und Linguae francae, d. h. regionaler Verkehrssprachen untersuchen soll. Die Hauptaufgabe der Esperantologie sah er aktuell darin, entsprechendes Hochschulmaterial zu schaffen, den Fachwortschatz zu entwickeln und an der Normierung zu arbeiten.
1991 wurde in Berlin die Gesellschaft für Interlinguistik gegründet, die wesentliche Ziele der Fachgruppe Interlinguistik/Esperantologie aufgriff und weiter verwirklicht.
Meier, der bestrebt war „für die automatische Faktenrecherche neue Methoden der mehrsprachigen Übersetzung und der Übertragung in informationslogische Systeme zu erarbeiten“ kam mehr und mehr zu der Erkenntnis, dass neben einer einheitlichen formalisierten Mensch-Maschine-Sprache auch eine einheitliche internationale Mensch-Mensch-Sprache, also eine Plansprache zur Lösung des Informationsproblems nötig ist.
1981 wurde Meier in den Zentralvorstand des Esperanto-Verbandes der DDR (GDREA) gewählt und gehörte ihm bis 1986 an.

## Mitgliedschaften
- Gesellschaft zur Verbreitung wissenschaftlicher Kenntnisse der DDR (Urania) seit 1953

- Wiss. Beirat für Sprachwissenschaft beim Staatssekretariat für Hoch- und Fachschulwesen (MHF) 1956–1968, Sekretär des Beirates 1957–1962, Vorsitzender des Beirates 1962– 1968

- Gesellschaft für experimentelle Medizin der DDR seit 1961

- Beirat für Philologie u. Kulturwissenschaften beim MHF seit 1969

- Rat für Sprachwissenschaft und seine Leitgruppe bei der AdW zu Berlin

- Committee of the International Society of Phonetic Science

- Deutsche Akademie der Naturforscher „Leopoldina“ in Halle (Saale)

- Società di lingua italiana

- Gesellschaft für Linguistische Datenverarbeitung

- Esperanto-Verband im Kulturbund der DDR.

## Nachlass
Barbara Roeber (vorher Barbara Meier) hat den wissenschaftlichen Nachlass von Meier für das Archiv der Humboldt-Universität zu Berlin aufgearbeitet. Dazu gehören die umfangreiche Korrespondenz mit mehr als 1200 Linguisten aus zahlreichen Ländern und Sonderdrucke von etwa 900 Autoren.

## Herausgebertätigkeit
- 1958–1961 war Meier Redaktionsmitglied der Zeitschrift für Phonetik, Sprachwissenschaft und Kommunikationsforschung (ZPSK, seit 1993 Sprachtypologie und Universalienforschung), 1961–1983 Herausgeber und Chefredakteur der Zeitschrift. Es war die einzige Linguistik-Zeitschrift der DDR. Meier prägte damals maßgeblich das Profil dieser Zeitschrift und der DDR-Linguistik insgesamt. In der Zeitschrift veröffentlichte er zahlreiche Rezensionen. Meier gewann etwa 40 bedeutende Linguisten aus aller Welt für die Mitarbeit, unter anderem Eugenio Coseriu (Tübingen), Otto von Essen (Hamburg), Vladimir Georgiev (Sofia), Alexander Graur (Bukarest), Peter Hartmann (Konstanz), Jan Horecký (Bratislava), André Martinet (Sceaux), Fedot P. Filin (Moskau), Roman Jakobson (Cambridge/Mass.), Eugenius Marius Uhlenbeck (Leiden).

Meier gab außerdem heraus:
- 1960–1962 Zeichen und System der Sprache Nr. 1–2.

- 1960–1963 Schriften zur Phonetik, Sprachwissenschaft und Kommunikationswissenschaft Nr. 1–8.

- 1960–1963 Serie Sprache und Gesellschaft (Mitherausgeber)

- mit Erhard Albrecht [Hrsg.], Barbara Meier [Übers.] Wechselbeziehungen zwischen Sprache und Denken. Akademie-Verlag, Berlin 1974, Hueber-Verlag, München 1974.

- Abriss der Geschichte der Linguistik. Bibliographisches Institut, Leipzig 1980.·

## Werke (Auswahl)
Meier veröffentlichte etwa 900 Aufsätze und Rezensionen sowie weitere Arbeiten in Sammelbänden, Festschriften usw., sowie diverse linguistische Lehr- und Studienmaterialien für die KMU Leipzig, die HU Berlin, die PH Potsdam und die PH Güstrow.

### Monografien
- Handbuch der Linguistik und Kommunikationswissenschaft, Bd. 1.: Sprache, Sprachentstehung, Sprachen. Berlin: Akademie-Verlag 1979 (mit Barbara Meier).[13]
- Ein Beitrag zur Erforschung der Zusammenhänge von Sprache und Denken und der Entwicklungsgesetzmäßigkeiten der Sprache (Dissertation). In: Wissenschaftliche Zeitschrift der Karl-Marx-Universität Leipzig 9/10 (1952/1953), S. 517–632.
- Das Zéro-Problem in der Linguistik – Kritische Untersuchungen zur strukturalistischen Analyse der Relevanz sprachlicher Form. (Schriften zur Phonetik, Sprachwissenschaft und Kommunikationsforschung, Band 1) Berlin, Akademie-Verlag, 1961.

### Artikel
- Für oder gegen Esperanto. In: Wir und heute. Ein Blatt der Jugend 1 (1946) S. 2, München, Erasmus-Verlag.
- Einige Probleme der angewandten Sprachwissenschaft. In: Wiss. Z. KMU Leipzig, Gesellschafts-u. sprachwissenschaftliche Reihe 1962 (11) H. 4, S. 839–844.
- Kybernetik und Sprachwissenschaft. In: Kämmerer, Wilhelm u. a. [Hrsg.]: Einige Beiträge zu Fragen der Kybernetik. Berlin: VEB Verlag Volk und Wissen, 1963, S. 134–149.
- Stand und Probleme der automatischen Übersetzung. In: Asser, Günter [Hrsg.]: Mathematische u. physikalisch-technische Probleme der Kybernetik.(Vorträge, gehalten auf der Konferenz der Forschungsgemeinschaft der Dt. AdW zu Berlin vom 20. bis 23. März 1962 in Berlin-Adlershof).Berlin: Akademie-Verlag, 1963, S. 249–270.
- Mit Albrecht, Erhard: Sprache und Erkenntnisprozess, das sprachliche Zeichen, die Bedeutungsproblematik. Linguistische Studien: Reihe A, Arbeitsberichte; Sonderheft 3. Zentralinstitut für Sprachwissenschaft, Berlin: 1974.·Panfilov, Vladimir Z. [Autor];
- Die Entwicklung des technischen und abstrakten Wortschatzes im Serbokroatischen. In: Zeitschrift für Slawistik (ZfSl) 1978 (23) H. 3, S. 453–458.·
- Wortklassen als Basis jeder Grammatiktheorie (Zur Methodologie der Wortklassifikation in asiatischen und europäischen Sprachen). In: ZPSK 1979 (32) H. 1, S. 24–25.·
- Probleme der semantischen Analyse für eine automatische Faktenspeicherung. In: ZPSK 1979 (32) H. 2, S. 172–180.·
- Situation und Prognose der Sprachen der Erde. Ein Beitrag zum Problem der Nationalsprachen, Verkehrssprachen und Minderheitensprachen. In: ZPSK 33:1 (1980). S. 63–74.
- Dreißig Jahre Linguistik in der DDR. In: ZSPK 1979 (32) H. 3, S. 255–261.
- Auf dem Wege zu einer kybernetischen Phonemtheorie. In: Wängler, Hans-Heinrich [Hrsg.]: Festschrift für Otto von Essen anlässlich seines 80. Geburtstages.(Hamburger phonetische Beiträge; Bd. 25).Hamburg: Verlag Buske, 1979.· Amirova, Tamara A.; Meier, Barbara [Übers.].
- Funktionalgrammatische Studie zu Deixis. In: ZSPK 37/1984, H. 2, S. 143–152.
- Problemoj kaj metodoj por semantika analizo kaj prilaboro. In: Ilona Koutny (Hrsg.): Perkomputila tekstoprilaboro. Budapest: Scienca Eldona Centro 1985, S. 115–124.

### Übersetzungen
- Grundlagen der Sprache. Schriften zur Phonetik, Sprachwissenschaft und Kommunikationswissenschaft 1. Akademie-Verlag, Berlin 1960 (Übersetzung)
- Tamara A. Amirova, Boris A. Ol’chovikov, Juri V. Roždestvenskij: Abriß der Geschichte der Linguistik. [Очерки по истории лингвистики] Leipzig: VEB Bibliographisches Institut, 1980 (aus dem Russischen, mit Barbara Meier).
- Vladimir Z. Panfilof: Philosophische Probleme der Sprachwissenschaft. [Философские проблемы языкознания] Leipzig: VEB Bibliographisches Institut, 1982 (aus dem Russischen, mit Barbara Meier und Ute Mory).

## Referenzen und Anmerkungen
1. ↑  10 demandoj al Georg Friedrich Meier.  La redaktoro de der esperantist d-ro Detlev Blanke (db) starigis al prof. Meier okaze de lia vivojubileo, la 65a naskiĝtago, kelkajn demandojn … (Interview des Redakteurs von der esperantist mit Georg Friedrich Meier anlässlich seines 65. Geburtstages). Deutsch und Esperanto. In: der esperantist Nr. 127, Berlin 1984, S. 100–101. (Interview D. Blanke mit G. F. Meier 1984).
2. ↑  Wilfried Kürschner (Hrsg.): Linguisten-Handbuch. Band 2. M–Z und Register. Gunter Narr, Tübingen 1994. S. 594.
3. ↑  Detlev Blanke: Georg Friedrich Meier (1919-1992) und seine Rolle bei der Entwicklung der Interlinguistik in der DDR. In: Die Rolle von Persönlichkeiten in der Geschichte der Plansprachen – Beiträge der 19. Jahrestagung der Gesellschaft für Interlinguistik e. v., 27.–29. November 2009 in Berlin. Interlinguistische Informationen, Beiheft 17. Sabine Fiedler (Hrsg.), Berlin 2010, S. 78. (D. Blanke: Georg Friedrich Meier, 2010).
4. ↑  Georg Friedrich Meier und Barbara Meier: Handbuch der Linguistik und Kommunikationswissenschaft. Band 1. Sprache. Sprachentstehung. Sprachen. Akademie-Verlag, Berlin 1979 (mit 8 Sprachkarten): V.
5. ↑  D. Blanke: Georg Friedrich Meier, 2010, S. 71.
6. ↑  Fritz Hintzer et al ( Hrsg.): Zeichen und System der Sprache – III. Band / Veröffentlichung des II. Internationalen Symposions Zeichen und System der Sprache vom 8. 9. bis 15. 9. 1964 in Magdeburg. Akademie-Verlag, Berlin 1966.
7. ↑  Interview D. Blanke mit G. F. Meier 1984, S. 106.
8. ↑  Wilfried Kürschner (Hrsg.): Linguisten-Handbuch. Band 2. M–Z und Register. Gunter Narr, Tübingen 1994. S. 594.
9. ↑  Georg Friedrich Meier: Für oder gegen Esperanto. Wir und heute. Ein Blatt der Jugend. Erasmus-Verlag, München 1946, Nr. 1, S. 2.
10. ↑  Interview D. Blanke mit G. F. Meier 1984, S. 109.
11. ↑  Interview D. Blanke mit G. F. Meier, 1984, S. 101.
12. ↑  D. Blanke: Georg Friedrich Meier, 2010, S. 78.
13. ↑  Das Werk war auf sechs Bände angelegt. Die Veröffentlichung wurde jedoch nach Erscheinen des ersten Bandes auf Intervention der bulgarischen Staats- und Parteiführung aufgrund der Charakterisierung des Makedonischen als selbstständige Sprache gestoppt.
14. ↑  Blankes Schrift wurde von Barbara Roeber (vormals Meier), und ihren Söhnen Roland und Guntram Meier durchgesehen. Einige Daten weichen ab von der Biografie Meiers auf der Website der Universität Leipzig.

| Personendaten    | Personendaten                   |
| ---------------- | ------------------------------- |
| NAME             | Meier, Georg Friedrich          |
| KURZBESCHREIBUNG | deutscher Sprachwissenschaftler |
| GEBURTSDATUM     | 20. November 1919               |
| GEBURTSORT       | Nürnberg                        |
| STERBEDATUM      | 20. November 1992               |
| STERBEORT        | Olching                         |